# Peyret-Saint-André
Peyret-Saint-André är en kommun i departementet Hautes-Pyrénées i regionen Occitanien i sydvästra Frankrike. Kommunen ligger i kantonen Castelnau-Magnoac som tillhör arrondissementet Tarbes. År 2022 hade Peyret-Saint-André 63 invånare.

## Befolkningsutveckling
Antalet invånare i kommunen Peyret-Saint-André
| Referens: INSEE |